# 阿瓦隆 (密蘇里州)
阿瓦隆（英語：Avalon）是位於美國密蘇里州利文斯頓縣的非建制地區。

## 歷史
阿瓦隆的郵局於1872年設立，其後於1997年停運。

## 地理
阿瓦隆所處的海拔為高於海平面259米（即850英呎），而該地所採用的時區為UTC-6，即北美中部時區（CST）。同時該地設有夏令時間，為UTC-6調快一小時，即UTC-5（CDT）。